# Gradsko, Sliven
Gradsko (în bulgară Градско) este un sat în comuna Sliven, regiunea Sliven,  Bulgaria. 

## Demografie
Componența etnică a satului Gradsko
     Turci (71,36%)
     Bulgari (15,15%)
     Nicio identificare (13,47%)
     Altele (0%)
La recensământul din 2011, populația satului Gradsko era de 475 locuitori. Din punct de vedere etnic, majoritatea locuitorilor (71,36%) erau turci, cu o minoritate de bulgari (15,15%). Pentru 13,47% din locuitori nu este cunoscută apartenența etnică.